# Xatrac menut de Saunders
El xatrac menut de Saunders (Sternula saundersi) és una espècie d'ocell de la família dels làrids (Laridae) que habita costes i illes properes, criant al nord-est d'Àfrica, península Aràbiga, el Pakistan, l'Índia, Sri Lanka i les illes Maldives.